# Седліце

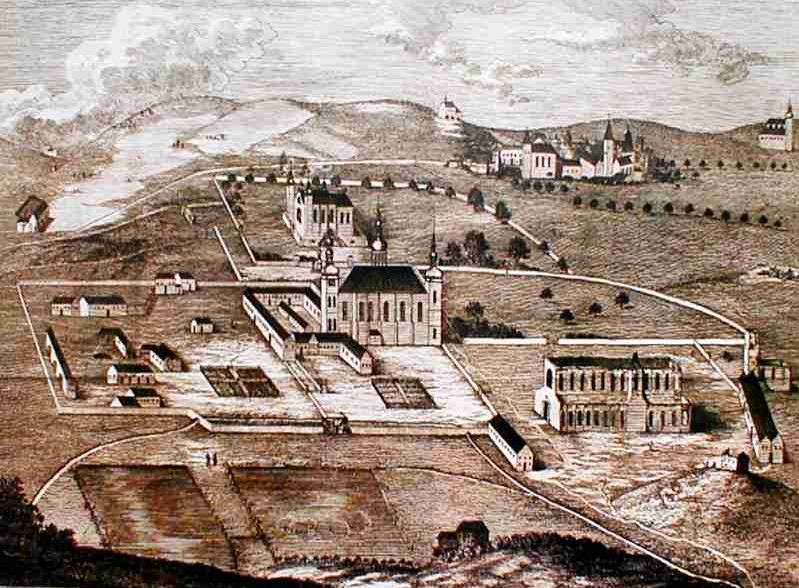
Цистеріанський монастир, Седлиці

49°57′38″ пн. ш. 15°17′18″ сх. д. / 49.96056° пн. ш. 15.28833° сх. д.
Седлиці (або Седлец) — стародавнє чеське поселення, що в XX столітті увійшло в межі міста Кутна Гора.
Седлиці — стародавнє чеське поселення. В XII столітті його обрали для розташування цистеріанського монастиря. Саме там 1145 року був створений величний готичний храм на честь Успіння Діви Марії, що входить до трійці найбільших готичних храмів сучасної Чехії. Монастир увійшов в історію також цвинтарем, де поховано 30 000 померлих під час чуми (епідемії Чорної смерти), церквою Всіх святих зі склепом, в оздобах якого використані кістки померлих людей.
Від 1950 року Седлец увійшов до складу міста Кутна Гора. В східній частині Седлиці розташований залізничний вокзал міста. Седлиці розташований на відстані два кілометри від історичного центру міста. Неподалік від колишнього цистеріанського монастиря побудовано сигаретну фабрику, найбільше виробництво Кутної Гори і Чехії. На пагорбі Седлиці — національний природничий заповідник з покладами крейдового періоду.

## Галерея

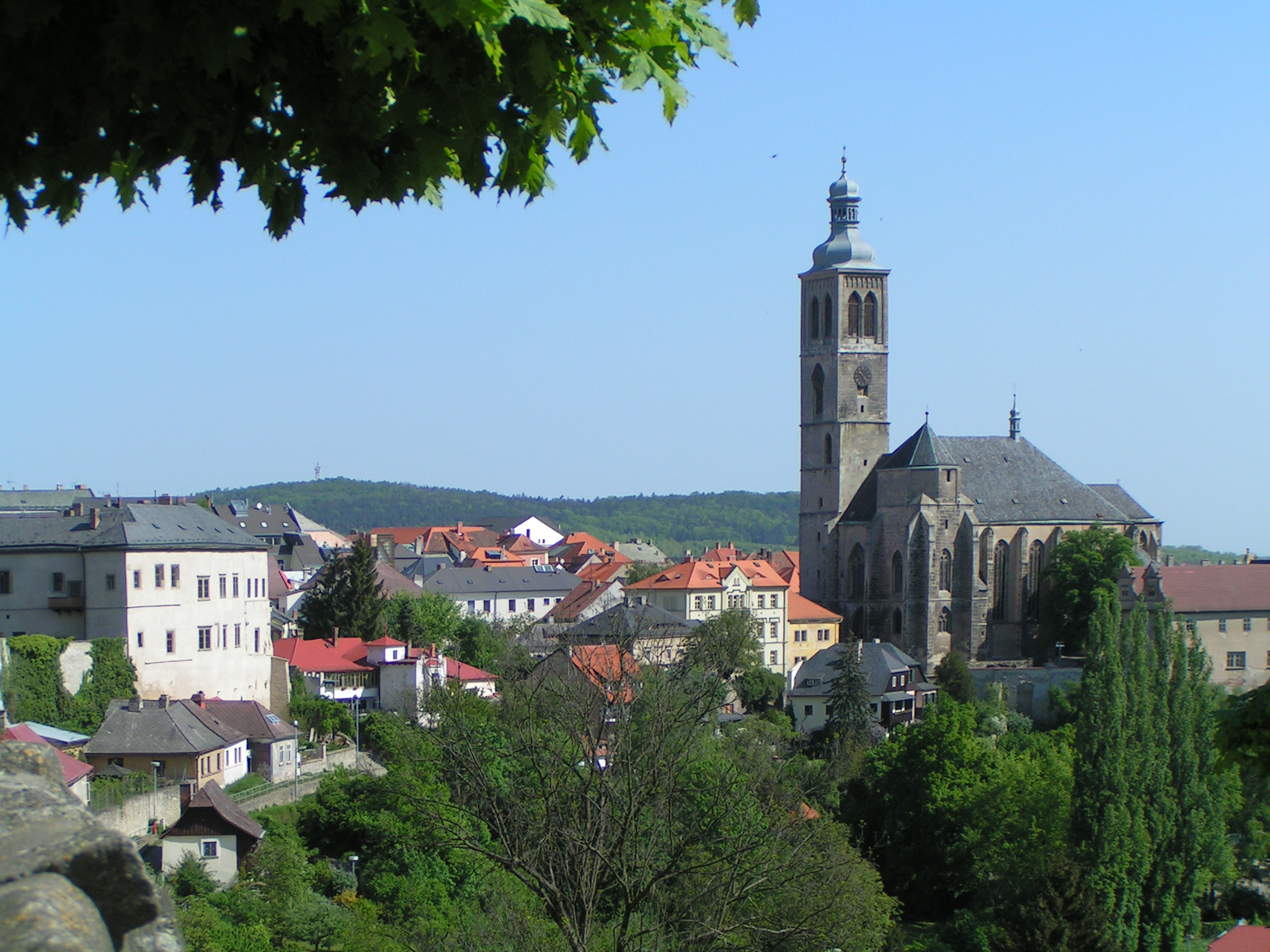
Кутна Гора, панорама
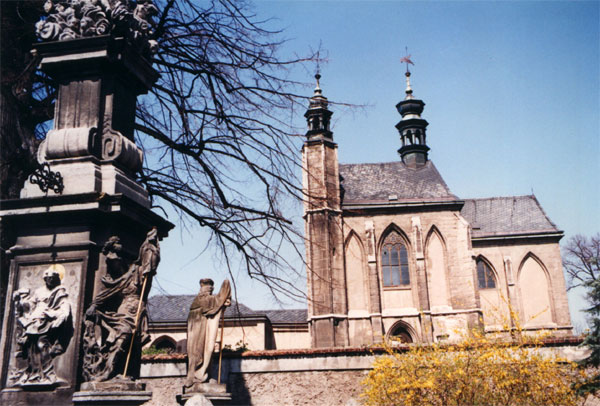
Готична церква Всіх Святих зі склепом (Костніца в Седлицях)
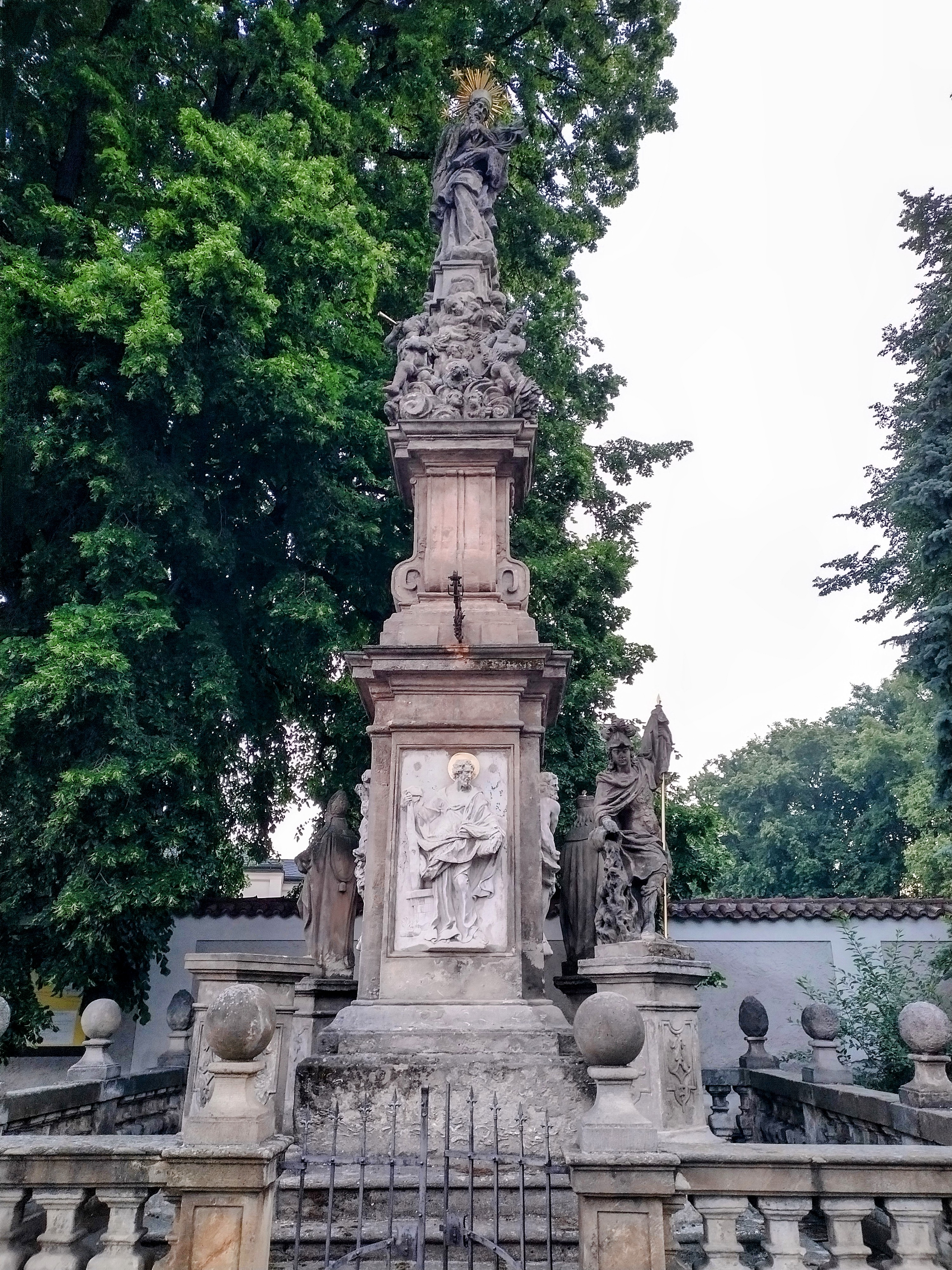
Чумний стовп